# Psalistopoides emanueli
Psalistopoides emanueli är en spindelart som beskrevs av Lucas och Indicatti 2006. Psalistopoides emanueli ingår i släktet Psalistopoides och familjen Nemesiidae. Inga underarter finns listade i Catalogue of Life.